# Unidad militar del Polígono de Pruebas y Entrenamiento de Nevada
La unidad militar del Polígono de Pruebas y Entrenamiento de Nevada (del inglés: Nevada Test and Training Range military unit) es una unidad de la Fuerza Aérea de Estados Unidos asignada al Centro de Guerra del Comando Aéreo de Combate. La unidad está acuartelada en la Base de Nellis de la Fuerza Aérea en Nevada, como unidad inquilina o en dependencia arrendataria.
Dicha unidad controla y opera el Polígono de Pruebas y Entrenamiento de Nevada. El comandante coordina, prioriza y es la autoridad de aprobación para las actividades que involucran a otras agencias gubernamentales, departamentos y actividades comerciales en el polígono. El Polígono de Pruebas y Entrenamiento de Nevada integra y brinda apoyo para programas de prueba e instrucción que tienen un efecto directo en las capacidades de guerra de las fuerzas aéreas de combate.
La historia de la unidad del Polígono de Pruebas y Entrenamiento de Nevada se remonta a su predecesor, el 98.º Grupo de Bombardeo, un grupo de bombarderos pesados B-24 Liberator que luchó en el norte de África e Italia durante la Segunda Guerra Mundial. El grupo fue asignado por última vez al polígono en 2021 con el nombre de 98.º Grupo de Operaciones y su historia y honores han sido conferidos temporalmente al polígono. Dos de los miembros del grupo, el Coronel John R. (Killer) Kane y el Teniente Primero Donald Pucket recibieron la Medalla de Honor por sus acciones en combate.  El grupo realizó un total de 417 misiones y obtuvo 15 condecoraciones, así como dos  Placas Presidenciales a la Unidad Distinguida.
Durante los primeros años de la Guerra Fría, la 98.ª Ala de Bombardeo, Muy Pesada, se creó en 1947 y fue asignada al Comando Aéreo Estratégico. Siguieron más redesignaciones a medida que fueron cambiando las misiones del ala, incluida la 98.ª Ala Estratégica Aeroespacial cuando incorporó misiles balísticos intercontinentales a su fuerza de bombarderos en 1964, y más tarde la 98.ª Ala Estratégica cuando se trasladó a España para controlar los activos desplegados del Comando Estratégico Aéreo en 1966. La 98.ª Ala Estratégica se desactivó el 31 de diciembre de 1976 con la eliminación gradual de las operaciones del Comando Estratégico Aéreo en la base aérea de Torrejón de Ardoz en España y sus funciones se transfirieron a la 306.ª Ala Estratégica de la base aérea de Ramstein en Alemania Occidental.
Desde julio de 2022 el Polígono de Pruebas y Entrenamiento de Nevada está comandado por el Coronel Cameron Dadgar.

## Organización
- Directorado de operaciones: Este directorado se encarga del control diario del entorno geográfico del Polígono de Pruebas y Entrenamiento de Nevada. Tiene dos divisiones: la División de Armamento y la División de Operaciones En Curso. El Directorado de Operaciones presta apoyo en las actividades multinacionales conjuntas de entrenamiento y experimentación de la Fuerza Aérea, y opera el entorno geográfico del Polígono de Pruebas y Entrenamiento de Nevada así como el Polígono Táctico de Leach Lake cerca de Barstow (California). También se encarga de priorizar y programar todas las actividades del polígono para todos los usuarios que hagan uso de él, entre ellas están las operaciones de control de interceptación sobre tierra, la seguridad post-vuelo en la prevención de conflictos, operaciones de comando y control ante amenazas simuladas, comunicaciones, operaciones de enlace de datos y control de acceso al polígono. El Directorado de Operaciones también asiste a los clientes de prueba mediante la coordinación de actividades de apoyo y se coordina con agencias militares y federales para asuntos que competen al espacio aéreo.[4]
- Directorado de Apoyo a las Misiones: Su cometido es ofrecer apoyo operativo básico en los 12.000 km2 del Polígono de Pruebas y Entrenamiento de Nevada, con contingentes en tres compuestos de operaciones y mantenimiento separados geográficamente, incluido el Polígono de Combate Electrónico de Tonopah, el Polígono de Combate Electrónico Point Bravo y el Polígono de Combate Electrónico de Tolicha Peak. Rango. El Directorado de Apoyo a las Misiones presta apoyo operativo limitado en Creech AFB y en el Tonopah Test Range. También se encarga de dar apoyo a las operaciones de entrenamiento del 99.º Escuadrón de Entrenamiento de Combate Terrestre, al 12.º Escuadrón de Entrenamiento de Combate y al 549.º Escuadrón de Entrenamiento de Combate.[4]
- Directorado de Gestión Financiera: A este directorado le comete gestionar y contabilizar el presupuesto del Polígono de Pruebas y Entrenamiento de Nevada. Supervisa y recauda los reembolsos de los principales polígonos y actividades base de las instalaciones de prueba de los clientes.[4]
- Directorado de Seguridad: Es el responsable de gestionar los partes de incidencias y la seguridad del comandante. Está organizado en áreas funcionales que incluyen seguridad en tierra, seguridad de armamento y seguridad del polígono.[4]
- Directorado de Gestión de Programas: Sus funciones son las de adquirir y gestionar el soporte de contratos para los servicios de los sistemas informáticos, mantenimiento, instrumentación, comunicaciones y operaciones del polígono. Este directorado también es el encargado de las modificaciones contractuales y de evaluar el rendimiento del contratista.[4]
- Directorado de Planes y Programas: Se enfoca en los requisitos de alcance y planificación estratégica a largo plazo. Es responsable de la interacción con los nuevos sistemas que se están desarrollando e implementando en Polígono de Pruebas y Entrenamiento de Nevada. Además, este directorado es el encargado de supervisar la gestión ambiental, los acuerdos, el ordenamiento territorial (o el uso de tierras) y a los contratistas medioambientales que operan en el Polígono de Pruebas y Entrenamiento de Nevada y el Polígono de Entrenamiento de Leach Lake, y es el enlace con la Oficina de Administración de Tierras, el Departamento del Interior y otras agencias estatales y federales.[4]

## Historia

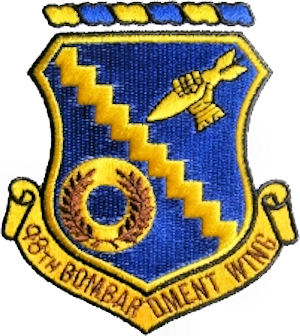
Emblema de la 98.ª Ala de Bombardeo (Mediana)

### Guerra Fría

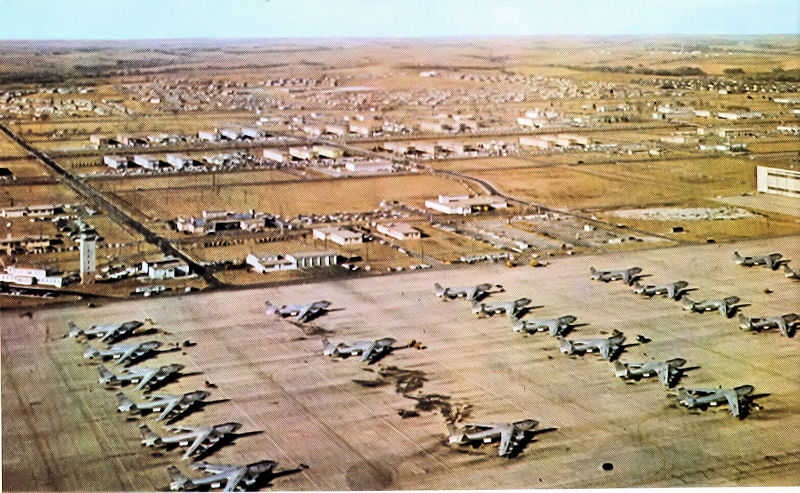
B-47 en la rampa de la base aérea de Lincoln.

El ala permaneció en activo en la Base Aérea de Yokota (Japón), preparada para su puesta en marcha en combate durante otro año más. Mientras tanto los componentes del ala no desplegados en Japón se trasladaron a la recién reabierta Base de Lincoln de la Fuerza Aérea en Nebraska, con el fin de supervisar su construcción, y que aún se hallaba en preparación, para el traslado allí de los componentes del ala desplegados. El ala se deshizo de sus B-29 en el «cementerio» de Davis-Monthan AFB (Arizona). En julio de 1954 los componentes del ala se concentraron en la nueva base del ala, pero en octubre la 98 cedió sus responsabilidades como unidad anfitriona en Lincoln a la 818.ª División Aérea. Las operaciones de reabastecimiento aéreo ya estaban en marcha para entonces. En enero de 1955 los escuadrones del ala comenzaron a recibir nuevos bombarderos medianos Boeing B-47 Stratojet de ala en flecha, capaces de desplazarse a altas velocidades subsónicas y diseñados principalmente para penetrar en el espacio aéreo de la Unión Soviética. En este punto el ala comenzó un programa de entrenamiento intensivo para estar en un estado óptimo de combate. Esto se logró en abril de 1955.
Durante los siguientes diez años el ala participó en operaciones de reabastecimiento aéreo de combustible y formando a los pilotos en tácticas de bombardeo a nivel mundial para el Comando Aéreo Estratégico. El ala fue desplegada en RAF Lakenheath (Inglaterra) del 11 de noviembre de 1955 al 29 de enero de 1956. A partir de 1960 el ala mantuvo a los B-47 en alerta las 24 horas del día. Desde enero de 1964 hasta abril de 1965 el ala también controló un escuadrón de misiles balísticos intercontinentales Atlas SM-65 y fue redesignada como la 98.ª Ala Aeroespacial Estratégica. A principios de 1960 se consideró que el B-47 estaba llegando a la obsolescencia y se estaba eliminando gradualmente del arsenal estratégico del Comando Aéreo Estratégico. A partir de 1964 el ala comenzó a enviar sus aviones a Davis-Monthan AFB. Lincoln AFB se cerró y el ala se desactivó en 1966.